# Xã Auburn, Quận Tuscarawas, Ohio
Xã Auburn (tiếng Anh: Auburn Township) là một xã thuộc quận Tuscarawas, tiểu bang Ohio, Hoa Kỳ. Năm 2010, dân số của xã này là 1.070 người.